# 廣通寺 (岐阜県白川町)
廣通寺（こうつうじ）は、岐阜県加茂郡白川町坂ノ東にある曹洞宗の寺院。山号は石城山。

## 歴史
寛永2年（1625年）、土岐郡日吉村平岩の開元院の十世で、洞雲寺を開山した傳室梵的が草庵を開創したとされるが、
慶安2年(1649年)、二世の輝雲相徳が、傳室梵的を草創開山として拝請した。
その後84年間は、平僧地であったが、
天保3年(1832年)、大安萬休の代に法地となり、頑翁鐡涯を法地開山とした。
天保9年(1838年)11月19日、火災によって本堂と庫裏が焼失したため、七堂伽藍を再建し現在に至っている。

## 関連リンク
- 廣通寺山門鐘楼　白川おとなう